# Freddie Woodman
Frederick John Woodman (sinh ngày 4 tháng 3 năm 1997) là một cầu thủ bóng đá chuyên nghiệp người Anh thi đấu ở vị trí thủ môn cho câu lạc bộ Liverpool tại Giải bóng đá Ngoại hạng Anh.
Woodman từng là thành viên của đội trẻ Crystal Palace và sau đó là Newcastle United từ năm 2013. Anh bắt đầu thi đấu chuyên nghiệp từ năm 2014 khi được Newcastle cho mượn đến Hartlepool United. Tháng 6 năm 2022, Woodman gia nhập Preston North End sau 9 năm gắn bó với Newcastle. 
Woodman là thành viên của đội tuyển U-20 Anh giành chức vô địch Giải vô địch bóng đá U-20 thế giới 2017 và anh cũng nhận danh hiệu Thủ môn xuất sắc nhất giải đấu.

## Sự nghiệp câu lạc bộ
Woodman bắt đầu chơi bóng tại đội trẻ của Crystal Palace trước khi đến đội trẻ của Newcastle United vào năm 2013 khi 16 tuổi.

### Newcastle United

#### Cho mượn tại Hartlepool United
Ngày 16 tháng 9 năm 2014, Woodman được cho mượn tại Hartlepool United. Sau 6 lần xuất hiện trên băng ghế dự bị nhưng không có cơ hội ra sân, Woodman bị Newcastle triệu hồi về.
Tháng 12 năm 2014, xảy ra cuộc khủng hoảng chấn thương tại Newcastle giúp cho Woodman có cơ hội có trận ra mắt đội một trong trận đấu với Sunderland nhưng trận này vẫn chỉ dự bị cho Jak Alnwick. Cho đến cuối mùa giải 2014-15, Woodman trở thành lựa chọn thứ hai trong khung gỗ Newcastle nhưng không có cơ hội ra sân.

#### Cho mượn tại Crawley Town
Ngày 29 tháng 7 năm 2015, Woodman được đem cho mượn tại Crawley Town trong giai đoạn nửa đầu mùa giải 2015-16. Anh có trận đấu chính thức đầu tiên cho Crawley vào ngày 8 tháng 8 năm 2015 trong trận hòa 1–1 với Oxford United. Tháng 10 năm 2015, Newcastle United triệu hồi lại Woodman sau khi thủ môn Tim Krul bị chấn thương, khi Woodman đã thi đấu 11 trận cho Crawley.

#### Cho mượn tại Kilmarnock
Ngày 9 tháng 1 năm 2017, Woodman chuyển đến câu lạc bộ Kilmarnock tại Scottish Premiership theo thỏa thuận cho mượn trong giai đoạn còn lại của mùa giải. Anh có trận đấu ra mắt vào ngày 21 tháng 1 năm 2017 khi Kilmarnock để thua 1–0 trước Hamilton Academical tại Cúp bóng đá Scotland. Woodman có tổng cộng 15 trận thi đấu cho Kilmarnock, giữ sạch lưới 5 lần và anh đã phải rời đội bóng Scotland khi mùa giải chưa kết thúc để chuẩn bị cho Giải vô địch bóng đá U-20 thế giới 2017.

#### Trở lại Newcastle (2017-18)
Woodman có trận đấu đầu tiên cho Newcastle trong mùa giải 2017-18 ở trận đấu vòng 3 Cúp FA 2017-18 với Luton Town ngày 6 tháng 1 năm 2018. Newcastle chung cuộc giành chiến thắng 3-1.

#### Cho mượn tại Aberdeen
Ngày 31 tháng 1 năm 2018, Woodman được đem cho Aberdeen đang thi đấu tại giải Scottish Premiership mượn trong giai đoạn còn lại của mùa giải 2017-18. Anh có tổng cộng 8 lần ra sân cho Aberdeen.

#### Trở lại Newcastle (2018-19)
Đầu mùa bóng 2018-19, Woodman dù chỉ là sự lựa chọn thứ 4 trong khung gỗ Newcastle sau khi đội bóng này đem về thủ môn Martin Dúbravka nhưng anh không có cơ hội được đem cho mượn. Anh có tổng cộng ba lần xuất hiện trong khung gỗ Newcastle mùa giải này và toàn bộ đều tại đấu trường Cúp FA.

#### Cho mượn tại Swansea City
Ngày 1 tháng 8 năm 2019, Woodman được đem cho đội bóng đang thi đấu tại Championship là Swansea City mượn đến hết mùa bóng 2019-20. 9 ngày sau đó, anh cản phá thành công quả phạt đền trong trận hòa không bàn thắng với Derby County. Ngày 26 và 29 tháng 2 năm 2020, Woodman liên tiếp trong hai trận đấu tại Championship với Fulham và Blackburn ngăn chặn cơ hội ghi bàn từ chấm phạt đền của đối thủ. Anh có tổng cộng 43 lần trong mùa bóng đầu tiên tại đội bóng xứ Wales.
Tháng 8 năm 2020, Newcastle quyết định gia hạn hợp đồng với Woodman thêm 3 năm (có thể thêm 1 năm nữa sau khi hết hạn) và tiếp tục cho anh thi đấu theo dạng cho mượn với Swansea thêm một mùa bóng nữa. Cuối mùa bóng 2020-21, anh giành danh hiệu Găng tay vàng EFL Championship 2020-21 với tổng cộng 20 trận giữ sạch lưới.

#### Trở lại Newcastle (2021-22)
Woodman một lần nữa trở lại Newcastle vào mùa giải 2021-22 nhưng anh chỉ có 4 lần ra sân vào đầu mùa giải trước khi lại được Newcastle đem cho mượn, lần này là AFC Bournemouth thi đấu tại EFL Championship.

### Preston North End
Ngày 21 tháng 6 năm 2022, Woodman chính thức rời Newcastle sau 9 năm gắn bó nhưng chỉ ra sân 9 lần cho đội một Newcastle để chuyển đến đội bóng thi đấu tại EFL Championship là Preston North End theo bản hợp đồng có thời hạn 3 năm với phí chuyển nhượng không được tiết lộ. Anh đã có 138 lần ra sân trong 3 mùa giải khoác áo câu lạc bộ này, đồng thời giành giải Cầu thủ xuất sắc nhất mùa của câu lạc bộ trong mùa giải 2022-23.

### Liverpool
Ngày 27 tháng 6 năm 2025, Liverpool thông báo đã chiêu mộ được Woodman dưới dạng chuyển nhượng tự do sau khi anh kết thúc hợp đồng với Preston North End vào cuối mùa giải 2024-25.

## Sự nghiệp đội tuyển quốc gia
Woodman là thành viên đội tuyển U-17 giành chức vô địch Giải vô địch bóng đá U17 châu Âu 2014, để thủng lưới 2 bàn/4 trận và cản phá thành công một quả phạt đền trong loạt sút luân lưu của trận chung kết với U-17 Hà Lan. Trong mùa giải 2014–15, anh thi đấu cho đội U-19 Anh.
Tháng 5 năm 2017, Woodman được triệu tập vào đội tuyển U-20 Anh tham dự Giải vô địch bóng đá U-20 thế giới 2017. Tại giải đấu này, anh đã cùng đội tuyển U-20 Anh giành chức vô địch, cá nhân anh nhận danh hiệu Thủ môn xuất sắc nhất giải đấu với hai pha cản phá phạt đền thành công trong trận đấu vòng 1/16 với U-20 Costa Rica (của Randall Leal) và trong trận chung kết với U-20 Venezuela (của Adalberto Peñaranda).

## Danh hiệu

### Quốc tế
U-17 Anh
- Giải vô địch bóng đá U17 châu Âu: 2014

U-20 Anh
- Giải vô địch bóng đá U-20 thế giới: 2017

### Cá nhân
- Thủ môn xuất sắc nhất Giải vô địch bóng đá U-20 thế giới 2017 (Găng tay Vàng).
- Găng tay vàng EFL Championship: 2020-21.
- Cầu thủ xuất sắc nhất mùa của Preston North End: 2022-23